# Apple A12
Apple A12 Bionic è un System on a chip (SoC) a 64-bit progettato da Apple in architettura RISC su base ARM e prodotto esclusivamente da TSMC con processo produttivo a 7nm.
Presentato nel keynote del 18 settembre 2018 per iPhone XR, iPhone XS e iPhone XS Max.
Del SoC, finora, sono state rilasciate tre versioni diverse:
- Apple A12 Bionic è il secondo SoC commercializzato al mondo (dopo il Kirin 980 di HiSilicon) con processo a 7 nm, presentato nel keynote del 12 settembre 2018 per iPhone Xs, iPhone Xs Max e iPhone XR.
- Apple A12X Bionic è la prima variante di Apple A12 Bionic, presentata nel keynote del 30 ottobre 2018 per iPad Pro di terza generazione 11 pollici e 12,9 pollici.
- Apple A12Z Bionic è la seconda variante del processore A12, svelato al pubblico il 19 marzo 2020 durante l'annuncio dei nuovi modelli di iPad Pro di quarta generazione 11" e 12,9".

## Caratteristiche

### Dettagli
Di seguito le novità rilevanti:
- 83,27 mm² di volume (8,42 mm x 9,89 mm)
5% più piccolo di Apple A11 Bionic
- Processo a 7 nm (FinFET)
in confronto al processo a 10 nm di Apple A11 Bionic
- 6,9 miliardi di transistor
in confronto ai 4,3 miliardi di Apple A11 Bionic
- 128 KB (istruzione) + 128 KB (dati) di memoria Cache L1 per ogni singolo Core CPU
raddoppiata rispetto a Apple A11 Bionic

### CPU
La CPU (in architettura ARM) è dotata di:
- 2 Core per la prestazione (denominati Vortex, 2,07 mm² di area)
Fino al 15% più veloci rispetto ai 2 Core (Moonson, 2,68 mm²) di Apple A11 Bionic
- 4 Core per l'efficienza (denominati Tempest, 0,43 mm² di area)
Fino al 50% di consumi in meno ai 4 Core (Mistral, 0,53 mm²) di Apple A11 Bionic

### GPU
La GPU (Graphic Processing Unit, architettura proprietaria Apple) è dotata di:
- 4 Core per elaborazioni grafiche (3,23 mm² di area)
Fino al 50% più veloci rispetto ai 3 Core (4,43 mm²) di Apple A11 Bionic

### NPU
La NPU (acceleratore IA, in architettura proprietaria Apple) è dotata di:
- 8 Core in grado di svolgere fino a 5000 miliardi di operazioni a 8-bit al secondo
Apple A11 Bionic disponeva di solo 2 Core che svolgevano al massimo 600 miliardi di operazioni a 8-bit al secondo

Quest'ultimo è disegnato per specifici algoritmi di machine learning e consente il funzionamento del Face ID e  degli Animoji.
Il processore è in grado di supportare la realtà aumentata grazie al ARKit di cui è dotato.

### ISP
La ISP (Image Signal Processor, in architettura proprietaria Apple) è stata perfezionata per analizzare meglio la profondità della scena e catturare immagini in modo più dettagliate (in modalità Ritratto), oltre a elaborare ancora più dati raccolti dal sensore della fotocamera con la funzione Smart HDR (dove sarà notabile una gamma dinamica molto più ampia nelle foto).

### RAM
La RAM (Random Access Memory) è di tipo LPDDR4X SDRAM, 2133 MHz di frequenza, 34,1 GB/sec HMB e a 64 bit Single-Channel, dalla capacità seguente:
- 3 GB (iPhone XR)
- 4 GB (iPhone Xs e iPhone Xs Max)
- 3 GB (iPad mini 5 e iPad 8)

È prodotta da due case produttrici:
- Micron (MT53)
- Samsung (K3UH5H50MM-MGCL)

## Dispositivi predisposti
- 2018 (settembre): iPhone Xs
- 2018 (settembre): iPhone Xs Max
- 2018 (ottobre): iPhone XR
- 2019 (marzo): iPad Mini 5 (5ª gen.)
- 2019 (marzo): iPad Air 3 (3ª gen.)
- 2020 (settembre): IPad (8ª gen.)
- 2021 (aprile): Apple TV 4K (6ª gen.)

## SoC equivalenti
I SoC lanciati nello stesso periodo di Apple A12 dai concorrenti sono:
- HiSilicon Kirin 980 (Huawei)
- Qualcomm 855
- Samsung Exynos 9820

## Confronto tra A12, A12X e A12Z
|            |             | A12 Bionic  | A12X Bionic | A12Z Bionic |
| ---------- | ----------- | ----------- | ----------- | ----------- |
| Volume     | Volume      | 83,27 mm2   | 118,5 mm2   | 118,5 mm2   |
| Transistor | Transistor  | 6,9 mld     | 9,8 mld     | 9,8 mld     |
| Core       |             |             |             |             |
| CPU        | 6 (2+4)     | 8 (4+4)     | 8 (4+4)     |             |
| GPU        | 4           | 7           | 8           |             |
| NPU        | 8           | 8           | 8           |             |
| RAM        |             |             |             |             |
| DRAM       | 3/4 GB      | 4/6 GB      | 6 GB        |             |
| HMB        | 34,1 GB/sec | 68,2 GB/sec | 68,2 GB/sec |             |
| Channel    | 64 bit      | 128 bit     | 128 bit     |             |